# Determinatyw
Determinatyw (łac. determinativus „określający” od determinare „wyznaczać, rozróżniać, wskazywać, rozstrzygać”, de „z (czego), od, wy-” i terminare „ograniczać” od terminus „słup graniczny, granica, cel, koniec”) – znak stojący w systemach pisma ideograficzno-fonetycznego przed lub po znaku określanym, oznaczający klasę pojęciową, jaką określany znak reprezentuje (drzewa, ludzie, bogowie). Determinatywy nie są wymawiane. Rolę podobną do determinatywu spełnia w piśmie alfabetycznym duża litera na początku wyrazu, odróżniająca nazwę własną od pospolitej.